# Rivalité entre l'Autriche et la Hongrie en football
Cet article présente les confrontations entre les équipes de football d'Autriche et de Hongrie. Ces deux nations font partie des membres historiques de la FIFA puisqu'elles la rejoignent dès les premières années d'existence de la fédération internationale. Le premier match entre les deux sélections, disputé en 1902, est la première rencontre internationale jouée sur le continent européen, hors des îles britanniques.
L'appartenance des deux nations à la double monarchie d'Autriche-Hongrie, au moment de la création des deux sélections, explique les liens très étroits qui existent entre elles. La rencontre initiale, disputée en 1902 est la première pour les deux équipes et les années suivantes vont voir une multiplication des rencontres, majoritairement amicales. Avec plus de 130 rencontres, Hongrie-Autriche est la seconde opposition mondiale en nombre de matchs, derrière Uruguay-Argentine,. Si les rencontres étaient nombreuses avant la Seconde Guerre mondiale (82 entre 1902 et 1937), elles deviennent beaucoup moins fréquentes au fur et à mesure des années puisqu'il n'y en a eu que huit depuis 1990. La dernière rencontre officielle date de juin 2016, lorsque les deux équipes sont engagées dans le groupe F de l'Euro 2016, un match remporté 2-0 par les Hongrois.
L'Autriche et la Hongrie ne se sont rencontrées qu'une seule fois en Coupe du monde, lors de l'édition 1934 en Italie. Opposées en quart de finale à Bologne, la Wunderteam de Matthias Sindelar s'impose sur le score de deux buts à un. Elles se rencontrent pour la première fois en phase finale du Championnat d'Europe de football en 2016, en phase de poules.

## Résultats
| N°  | Date              | Lieu      | Match              | Score | Compétition                                                                       |
| --- | ----------------- | --------- | ------------------ | ----- | --------------------------------------------------------------------------------- |
| 1   | 12 octobre 1902   | Vienne    | Autriche - Hongrie | 5-0   | Match amical                                                                      |
| 2   | 11 juin 1903      | Budapest  | Hongrie - Autriche | 3-2   | Match amical                                                                      |
| 3   | 11 octobre 1903   | Vienne    | Autriche - Hongrie | 4-2   | Match amical                                                                      |
| 4   | 2 juin 1904       | Budapest  | Hongrie - Autriche | 3-0   | Match amical                                                                      |
| 5   | 9 octobre 1904    | Vienne    | Autriche - Hongrie | 5-4   | Match amical                                                                      |
| 6   | 9 avril 1905      | Budapest  | Hongrie - Autriche | 0-0   | Match amical                                                                      |
| 7   | 4 novembre 1906   | Budapest  | Hongrie - Autriche | 3-1   | Match amical                                                                      |
| 8   | 5 mai 1907        | Vienne    | Autriche - Hongrie | 3-1   | Match amical                                                                      |
| 9   | 3 novembre 1907   | Budapest  | Hongrie - Autriche | 4-1   | Match amical                                                                      |
| 10  | 3 mai 1908        | Vienne    | Autriche - Hongrie | 4-0   | Match amical                                                                      |
| 11  | 1er novembre 1908 | Budapest  | Hongrie - Autriche | 5-3   | Match amical                                                                      |
| 12  | 2 mai 1909        | Vienne    | Autriche - Hongrie | 3-4   | Match amical                                                                      |
| 13  | 30 mai 1909       | Budapest  | Hongrie - Autriche | 1-1   | Match amical                                                                      |
| 14  | 7 novembre 1909   | Budapest  | Hongrie - Autriche | 2-2   | Match amical                                                                      |
| 15  | 1er mai 1910      | Vienne    | Autriche - Hongrie | 2-1   | Match amical                                                                      |
| 16  | 6 novembre 1910   | Budapest  | Hongrie - Autriche | 3-0   | Match amical                                                                      |
| 17  | 7 mai 1911        | Vienne    | Autriche - Hongrie | 3-1   | Match amical                                                                      |
| 18  | 5 novembre 1911   | Budapest  | Hongrie - Autriche | 2-0   | Match amical                                                                      |
| 19  | 5 mai 1912        | Vienne    | Autriche - Hongrie | 1-1   | Match amical                                                                      |
| 20  | 5 juillet 1912    | Stockholm | Hongrie - Autriche | 3-0   | JO 1912 (Match pour la 5e place)                                                  |
| 21  | 3 novembre 1912   | Budapest  | Hongrie - Autriche | 4-0   | Match amical                                                                      |
| 22  | 27 avril 1913     | Vienne    | Autriche - Hongrie | 1-4   | Match amical                                                                      |
| 23  | 26 octobre 1913   | Budapest  | Hongrie - Autriche | 4-3   | Match amical                                                                      |
| 24  | 3 mai 1914        | Vienne    | Autriche - Hongrie | 2-0   | Match amical                                                                      |
| 25  | 4 octobre 1914    | Budapest  | Hongrie - Autriche | 2-2   | Match amical                                                                      |
| 26  | 8 novembre 1914   | Vienne    | Autriche - Hongrie | 1-2   | Match amical                                                                      |
| 27  | 2 mai 1915        | Budapest  | Hongrie - Autriche | 2-5   | Match amical                                                                      |
| 28  | 30 mai 1915       | Vienne    | Autriche - Hongrie | 1-2   | Match amical                                                                      |
| 29  | 3 octobre 1915    | Vienne    | Autriche - Hongrie | 4-2   | Match amical                                                                      |
| 30  | 7 novembre 1915   | Budapest  | Hongrie - Autriche | 6-2   | Match amical                                                                      |
| 31  | 7 mai 1916        | Vienne    | Autriche - Hongrie | 3-1   | Match amical                                                                      |
| 32  | 4 juin 1916       | Budapest  | Hongrie - Autriche | 2-1   | Match amical                                                                      |
| 33  | 1er octobre 1916  | Budapest  | Hongrie - Autriche | 2-3   | Match amical                                                                      |
| 34  | 5 novembre 1916   | Vienne    | Autriche - Hongrie | 3-3   | Match amical                                                                      |
| 35  | 6 mai 1917        | Vienne    | Autriche - Hongrie | 1-1   | Match amical                                                                      |
| 36  | 3 juin 1917       | Budapest  | Hongrie - Autriche | 6-2   | Match amical                                                                      |
| 37  | 15 juillet 1917   | Vienne    | Autriche - Hongrie | 1-4   | Match amical                                                                      |
| 38  | 7 octobre 1917    | Budapest  | Hongrie - Autriche | 2-1   | Match amical                                                                      |
| 39  | 4 novembre 1917   | Vienne    | Autriche - Hongrie | 1-2   | Match amical                                                                      |
| 40  | 14 avril 1918     | Budapest  | Hongrie - Autriche | 2-0   | Match amical                                                                      |
| 41  | 2 juin 1918       | Vienne    | Autriche - Hongrie | 0-2   | Match amical                                                                      |
| 42  | 6 octobre 1918    | Vienne    | Autriche - Hongrie | 0-3   | Match amical                                                                      |
| 43  | 6 avril 1919      | Budapest  | Hongrie - Autriche | 2-1   | Match amical                                                                      |
| 44  | 5 octobre 1919    | Vienne    | Autriche - Hongrie | 2-0   | Match amical                                                                      |
| 45  | 9 novembre 1919   | Budapest  | Hongrie - Autriche | 3-2   | Match amical                                                                      |
| 46  | 2 mai 1920        | Vienne    | Autriche - Hongrie | 2-2   | Match amical                                                                      |
| 47  | 7 novembre 1920   | Budapest  | Hongrie - Autriche | 1-2   | Match amical                                                                      |
| 48  | 24 avril 1921     | Vienne    | Autriche - Hongrie | 4-1   | Match amical                                                                      |
| 49  | 30 avril 1922     | Budapest  | Hongrie - Autriche | 1-1   | Match amical                                                                      |
| 50  | 24 septembre 1922 | Vienne    | Autriche - Hongrie | 2-2   | Match amical                                                                      |
| 51  | 26 novembre 1922  | Budapest  | Hongrie - Autriche | 1-2   | Match amical                                                                      |
| 52  | 6 mai 1923        | Vienne    | Autriche - Hongrie | 1-0   | Match amical                                                                      |
| 53  | 23 septembre 1923 | Budapest  | Hongrie - Autriche | 2-0   | Match amical                                                                      |
| 54  | 4 mai 1924        | Budapest  | Hongrie - Autriche | 2-2   | Match amical                                                                      |
| 55  | 14 septembre 1924 | Vienne    | Autriche - Hongrie | 2-1   | Match amical                                                                      |
| 56  | 5 mai 1925        | Vienne    | Autriche - Hongrie | 3-1   | Match amical                                                                      |
| 57  | 20 septembre 1925 | Budapest  | Hongrie - Autriche | 1-1   | Match amical                                                                      |
| 58  | 2 mai 1926        | Budapest  | Hongrie - Autriche | 0-3   | Match amical                                                                      |
| 59  | 19 septembre 1926 | Vienne    | Autriche - Hongrie | 2-3   | Match amical                                                                      |
| 60  | 10 avril 1927     | Vienne    | Autriche - Hongrie | 6-0   | Match amical                                                                      |
| 61  | 25 septembre 1927 | Budapest  | Hongrie - Autriche | 5-3   | Coupe internationale 1927-1930                                                    |
| 62  | 6 mai 1928        | Budapest  | Hongrie - Autriche | 5-5   | Match amical                                                                      |
| 63  | 7 octobre 1928    | Vienne    | Autriche - Hongrie | 5-1   | Coupe internationale 1927-1930                                                    |
| 64  | 5 mai 1929        | Vienne    | Autriche - Hongrie | 2-2   | Match amical                                                                      |
| 65  | 6 octobre 1929    | Budapest  | Hongrie - Autriche | 2-1   | Match amical                                                                      |
| 66  | 1er juin 1930     | Budapest  | Hongrie - Autriche | 2-1   | Match amical                                                                      |
| 67  | 21 septembre 1930 | Vienne    | Autriche - Hongrie | 2-3   | Match amical                                                                      |
| 68  | 3 mai 1931        | Vienne    | Autriche - Hongrie | 0-0   | Coupe internationale 1931-1932                                                    |
| 69  | 4 octobre 1931    | Budapest  | Hongrie - Autriche | 2-2   | Coupe internationale 1931-1932                                                    |
| 70  | 24 avril 1932     | Vienne    | Autriche - Hongrie | 8-2   | Match amical                                                                      |
| 71  | 2 octobre 1932    | Budapest  | Hongrie - Autriche | 2-3   | Match amical                                                                      |
| 72  | 30 avril 1933     | Budapest  | Hongrie - Autriche | 1-1   | Match amical                                                                      |
| 73  | 1er novembre 1933 | Vienne    | Autriche - Hongrie | 2-2   | Match amical                                                                      |
| 74  | 15 avril 1934     | Vienne    | Autriche - Hongrie | 5-2   | Match amical                                                                      |
| 75  | 31 mai 1934       | Bologne   | Autriche - Hongrie | 2-1   | Coupe du monde 1934 (Quart de finale)                                             |
| 76  | 7 octobre 1934    | Budapest  | Hongrie - Autriche | 3-1   | Coupe internationale 1933-1935                                                    |
| 77  | 12 mai 1935       | Budapest  | Hongrie - Autriche | 6-3   | Match amical                                                                      |
| 78  | 6 octobre 1935    | Vienne    | Autriche - Hongrie | 4-4   | Coupe internationale 1933-1935                                                    |
| 79  | 5 avril 1936      | Vienne    | Autriche - Hongrie | 3-5   | Match amical                                                                      |
| 80  | 27 septembre 1936 | Budapest  | Hongrie - Autriche | 5-3   | Coupe internationale 1936-1938                                                    |
| 81  | 23 mai 1937       | Budapest  | Hongrie - Autriche | 2-2   | Match amical                                                                      |
| 82  | 10 octobre 1937   | Vienne    | Autriche - Hongrie | 1-2   | Coupe internationale 1936-1938                                                    |
| 83  | 19 août 1945      | Budapest  | Hongrie - Autriche | 2-0   | Match amical                                                                      |
| 84  | 20 août 1945      | Budapest  | Hongrie - Autriche | 5-2   | Match amical                                                                      |
| 85  | 14 avril 1946     | Vienne    | Autriche - Hongrie | 3-2   | Match amical                                                                      |
| 86  | 6 octobre 1946    | Budapest  | Hongrie - Autriche | 2-0   | Match amical                                                                      |
| 87  | 4 mai 1947        | Budapest  | Hongrie - Autriche | 5-2   | Match amical                                                                      |
| 88  | 14 septembre 1947 | Vienne    | Autriche - Hongrie | 4-3   | Match amical                                                                      |
| 89  | 2 mai 1948        | Vienne    | Autriche - Hongrie | 3-2   | Coupe internationale 1948-1953                                                    |
| 90  | 3 octobre 1948    | Budapest  | Hongrie - Autriche | 2-1   | Match amical                                                                      |
| 91  | 8 mai 1949        | Budapest  | Hongrie - Autriche | 6-1   | Coupe internationale 1948-1953                                                    |
| 92  | 16 octobre 1949   | Vienne    | Autriche - Hongrie | 3-4   | Match amical                                                                      |
| 93  | 14 mai 1950       | Vienne    | Autriche - Hongrie | 5-3   | Match amical                                                                      |
| 94  | 29 octobre 1950   | Budapest  | Hongrie - Autriche | 4-3   | Match amical                                                                      |
| 95  | 26 avril 1953     | Budapest  | Hongrie - Autriche | 1-1   | Match amical                                                                      |
| 96  | 11 octobre 1953   | Vienne    | Autriche - Hongrie | 2-3   | Match amical                                                                      |
| 97  | 11 avril 1954     | Vienne    | Autriche - Hongrie | 0-1   | Match amical                                                                      |
| 98  | 14 novembre 1954  | Budapest  | Hongrie - Autriche | 4-1   | Match amical                                                                      |
| 99  | 24 avril 1955     | Vienne    | Autriche - Hongrie | 2-2   | Coupe internationale 1955-1960                                                    |
| 100 | 16 octobre 1955   | Budapest  | Hongrie - Autriche | 6-1   | Coupe internationale 1955-1960                                                    |
| 101 | 14 octobre 1956   | Vienne    | Autriche - Hongrie | 0-2   | Match amical                                                                      |
| 102 | 20 novembre 1960  | Budapest  | Hongrie - Autriche | 2-0   | Match amical                                                                      |
| 103 | 11 juin 1961      | Budapest  | Hongrie - Autriche | 1-2   | Match amical                                                                      |
| 104 | 8 octobre 1961    | Vienne    | Autriche - Hongrie | 2-1   | Match amical                                                                      |
| 105 | 24 juin 1962      | Vienne    | Autriche - Hongrie | 1-2   | Match amical                                                                      |
| 106 | 28 octobre 1962   | Budapest  | Hongrie - Autriche | 2-0   | Match amical                                                                      |
| 107 | 27 octobre 1963   | Budapest  | Hongrie - Autriche | 2-1   | Match amical                                                                      |
| 108 | 3 mai 1964        | Vienne    | Autriche - Hongrie | 1-0   | Match amical                                                                      |
| 109 | 13 juin 1965      | Vienne    | Autriche - Hongrie | 0-1   | Tours préliminaires à la Coupe du monde de football 1966 (Zone Europe : Groupe 6) |
| 110 | 5 septembre 1965  | Budapest  | Hongrie - Autriche | 3-0   | Tours préliminaires à la Coupe du monde de football 1966 (Zone Europe : Groupe 6) |
| 111 | 30 octobre 1966   | Budapest  | Hongrie - Autriche | 3-1   | Match amical                                                                      |
| 112 | 6 septembre 1967  | Vienne    | Autriche - Hongrie | 1-3   | Match amical                                                                      |
| 113 | 27 septembre 1970 | Budapest  | Hongrie - Autriche | 1-1   | Match amical                                                                      |
| 114 | 4 avril 1971      | Vienne    | Autriche - Hongrie | 0-2   | Match amical                                                                      |
| 115 | 15 octobre 1972   | Vienne    | Autriche - Hongrie | 2-2   | Tours préliminaires à la Coupe du monde de football 1974 (Zone Europe : Groupe 1) |
| 116 | 29 avril 1973     | Budapest  | Hongrie - Autriche | 2-2   | Tours préliminaires à la Coupe du monde de football 1974 (Zone Europe : Groupe 1) |
| 117 | 28 septembre 1974 | Vienne    | Autriche - Hongrie | 1-0   | Match amical                                                                      |
| 118 | 2 avril 1975      | Vienne    | Autriche - Hongrie | 0-0   | Éliminatoires du championnat d'Europe de football 1976 (Groupe 2)                 |
| 119 | 24 septembre 1975 | Budapest  | Hongrie - Autriche | 2-1   | Éliminatoires du championnat d'Europe de football 1976 (Groupe 2)                 |
| 120 | 12 juin 1976      | Budapest  | Hongrie - Autriche | 2-0   | Match amical                                                                      |
| 121 | 13 octobre 1976   | Vienne    | Autriche - Hongrie | 2-4   | Match amical                                                                      |
| 122 | 26 septembre 1979 | Vienne    | Autriche - Hongrie | 3-1   | Match amical                                                                      |
| 123 | 4 juin 1980       | Budapest  | Hongrie - Autriche | 1-1   | Match amical                                                                      |
| 124 | 8 octobre 1980    | Vienne    | Autriche - Hongrie | 3-1   | Match amical                                                                      |
| 125 | 24 mars 1982      | Budapest  | Hongrie - Autriche | 2-3   | Match amical                                                                      |
| 126 | 26 septembre 1984 | Budapest  | Hongrie - Autriche | 3-1   | Tours préliminaires à la Coupe du monde de football 1986 (Zone Europe : Groupe 5) |
| 127 | 17 avril 1985     | Vienne    | Autriche - Hongrie | 0-3   | Tours préliminaires à la Coupe du monde de football 1986 (Zone Europe : Groupe 5) |
| 128 | 17 mai 1988       | Budapest  | Hongrie - Autriche | 0-4   | Match amical                                                                      |
| 129 | 31 août 1988      | Linz      | Autriche - Hongrie | 0-0   | Match amical                                                                      |
| 130 | 11 avril 1990     | Salzbourg | Autriche - Hongrie | 3-0   | Match amical                                                                      |
| 131 | 25 mars 1992      | Budapest  | Hongrie - Autriche | 2-1   | Match amical                                                                      |
| 132 | 23 mars 1994      | Linz      | Autriche - Hongrie | 1-1   | Match amical                                                                      |
| 133 | 24 avril 1996     | Budapest  | Hongrie - Autriche | 0-2   | Match amical                                                                      |
| 134 | 25 mars 1998      | Vienne    | Autriche - Hongrie | 2-3   | Match amical                                                                      |
| 135 | 16 août 2000      | Budapest  | Hongrie - Autriche | 1-1   | Match amical                                                                      |
| 136 | 16 août 2006      | Graz      | Autriche - Hongrie | 1-2   | Match amical                                                                      |
| 137 | 14 juin 2016      | Bordeaux  | Hongrie - Autriche | 2-0   | Euro 2016 (Phase de groupes)                                                      |

## Résultats détaillés

### Jeux olympiques 1912
| 5 juillet 1912 Match pour la 5e place | Hongrie                                                                                     | 3 – 0   | Autriche | Råsunda Idrottsplats, Solna                           |                                                       |
| 19:00                                 | Schlosser 32e · Pataki 60e · Bodnár 76e                                                     | (1 - 0) | | Spectateurs : 5 000 Arbitrage : Herbert James Willing | Spectateurs : 5 000 Arbitrage : Herbert James Willing |
| 19:00                                 | Domonkos - Rumbold, Payer - Bíró, Blum, Vágó - Sebestyén, Bodnár, Pataki, Schlosser, Borbás | Équipes | Kaltenbrunner - Graubart, Braunsteiner - Brandstätter, Kurpiel, Cimera - Hussak, Müller, Grundwald, Merz, Neubauer | Spectateurs : 5 000 Arbitrage : Herbert James Willing | Spectateurs : 5 000 Arbitrage : Herbert James Willing |

### Coupe du monde 1934
| 31 mai 1934 Quart de finale | Autriche                                                                                       | 2 - 1   | Hongrie                                                                                          | Stadio Littoriale, Bologne                        |                                                   |
| 16:30                       | Horvath 8e · Zischek 51e                                                                       | (1 - 0) | Sárosi 60e (pen.)                                                                                | Spectateurs : 23 000 Arbitrage : Francesco Mattea | Spectateurs : 23 000 Arbitrage : Francesco Mattea |
| 16:30                       | Rapport                                                                                        |         |                                                                                                  | Spectateurs : 23 000 Arbitrage : Francesco Mattea | Spectateurs : 23 000 Arbitrage : Francesco Mattea |
| 16:30                       | Platzer - Cisar, Sesta - Wagner, Smistik , Urbanek - Zischek, Bican, Sindelar, Horvath, Viertl | Équipes | A. Szabó - Vágó, Sternberg - Palotás, Szűcs, Szalay - Markos ( 63e), Avar, Sárosi, Toldi, Kemény | Spectateurs : 23 000 Arbitrage : Francesco Mattea | Spectateurs : 23 000 Arbitrage : Francesco Mattea |

### Euro 2016
| Match 11          | Autriche | 0 - 2   | Hongrie | Stade Matmut-Atlantique, Bordeaux               |                                                 |
| 14 juin 2016 18 h | |         | 62e Szalai 87e Stieber | Spectateurs : 34 424 Arbitrage : Clément Turpin | Spectateurs : 34 424 Arbitrage : Clément Turpin |
| 14 juin 2016 18 h | Rapport |         | | Spectateurs : 34 424 Arbitrage : Clément Turpin | Spectateurs : 34 424 Arbitrage : Clément Turpin |
| 14 juin 2016 18 h | Almer - Fuchs , Hinteregger, Dragović ( 33e, 66e), Klein - Arnautović, Alaba, Baumgartlinger, Harnik ( 77e Schöpf) - Junuzović ( 59e Sabitzer), Janko ( 65e Okotie) | Équipes | Király - Fiola, Guzmics, Lang, Kádár - Gera - Németh ( 89e Pintér), Nagy, Kleinheisler ( 80e Stieber), Dzsudzsák - Szalai ( 69e Priskin) | Spectateurs : 34 424 Arbitrage : Clément Turpin | Spectateurs : 34 424 Arbitrage : Clément Turpin |

## Bilan
Bilan au 20 juin 2016 :
- Total de matches disputés : 137
- Victoires de l'équipe d'Autriche : 40
- Victoires de l'équipe de Hongrie : 67
- Matchs nuls : 30
- Buts marqués par l'équipe d'Autriche : 252
- Buts marqués par l'équipe de Hongrie : 299